# Mekényes
Mekényes es un pueblo ubicado en el distrito de Hegyhát, en el condado de Baranya, Hungría.

## Superficie
Posee una superficie de 17,77 kilómetros cuadrados.

## Demografía
Hasta 2019 la población era de 274 habitantes, con una densidad de población de 15,42 habitantes por kilómetro cuadrado.